# Dave Hill (giocatore di football americano)
David Harris Hill (Lanett, 1º febbraio 1941 – 14 marzo 2022) è stato un giocatore di football americano statunitense che ha militato nel ruolo di offensive tackle nella American Football League (AFL) e nella National Football League (NFL).

## Carriera
Scelto nel 24º giro nel Draft AFL 1963 dai Kansas City Chiefs, disputò 150 in carriera per la squadra, il quarto numero di sempre per un offensive lineman del club. A un certo punto della carriera non saltò una sola partita per nove stagioni consecutive.
Hill partì come tackle destro titolare per i Chiefs nel Super Bowl I e il Super Bowl IV. Nel secondo gestì bene uno dei migliori defensive end di quell'epoca, Carl Eller, un membro della Pro Football Hall of Fame, con i Chiefs che corsero 151 yard quel giorno, vincendo il loro ultimo titolo fino al 2019.

## Palmarès

### Franchigia
Super Bowl : 1
Kansas City Chiefs: IV
- Campionati AFL : 2

Kansas City Chiefs: 1966, 1969

### Individuale
- All-AFL: 1

1969
- Kansas City Chiefs Hall of Fame